# 蜂須賀宗員
蜂須賀 宗員（はちすか むねかず）は、阿波富田藩の第3代藩主。のち徳島藩の第6代藩主。

## 生涯
徳島藩第5代藩主・蜂須賀綱矩の四男。母は安西作左衛門の娘・架祥院。初名は正員（まさかず）。通称は隠岐。
当初、兄吉武が阿波徳島藩の世子となっており、正員は阿波富田藩主・隆長の養子になった。正徳4年（1714年）11月16日、養父・隆長の死去により富田藩主となる。享保3年（1718年）2月15日、将軍徳川吉宗に御目見した。
享保7年（1722年）12月18日、従五位下隠岐守に叙任する。後に淡路守に改めた。
享保10年（1725年）7月4日、長兄・吉武が早世したため、宗家に戻って世子となる。このため、富田藩は所領を徳島藩に返納して廃藩となった。同年12月7日、従四位下に昇進し、将軍徳川吉宗の偏諱を受けて宗員と改名した。後に侍従に任官した。
享保13年（1728年）1月23日、父・綱矩の隠居により家督を継いだ。

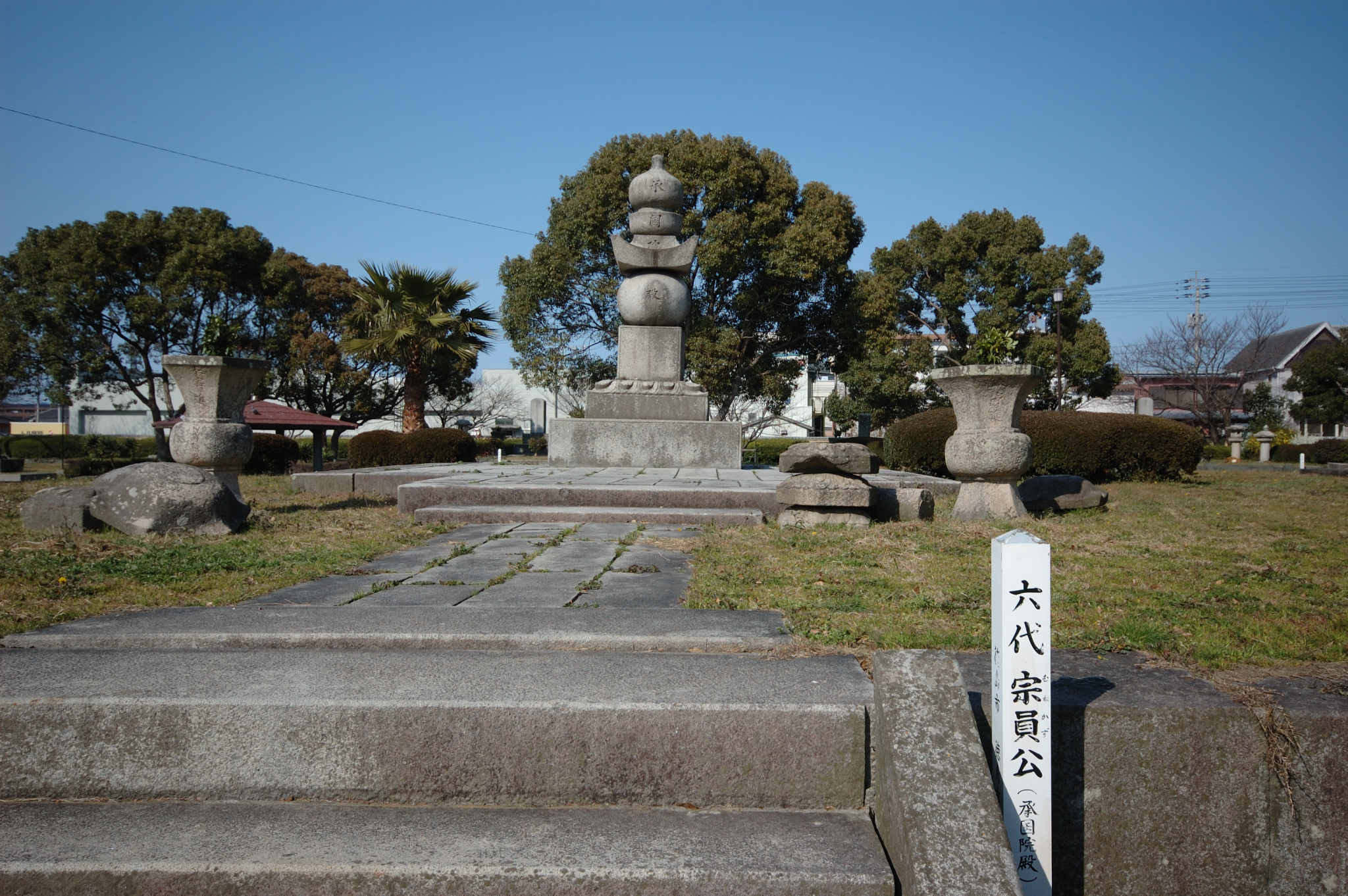
興源寺の墓所（徳島県徳島市下助任町）

享保20年（1735年）6月7日、死去。享年28。次男・文太郎（のちの重矩）は幼少だったため、一族から宗英を養子に迎えて跡を継がせた。

## 系譜
- 父：蜂須賀綱矩
- 母：架祥院 - 安西作左衛門の娘
- 養父：蜂須賀隆長
- 婚約者：津治姫 - 松平頼貞の娘
- 正室：瑩光院 - 松平宣富の娘
- 側室：岡田氏
  - 次男：蜂須賀重矩
- 側室：某氏
  - 長男：蜂須賀常千代
  - 長女 - 彦根藩主・井伊直禔婚約者